# Cantó d'Avesnes-sur-Helpe-Nord
El cantó d'Avesnes-sur-Helpe-Nord est une divisió administrativa francesa, situat al departament du Nord i la regió dels Alts de França.

## Composició
El cantó d'Avesnes-sur-Helpe-Nord aplega les comunes següents :
- Avesnes-sur-Helpe
- Bas-Lieu
- Beugnies
- Dompierre-sur-Helpe
- Dourlers
- Felleries
- Flaumont-Waudrechies
- Floursies
- Ramousies
- Saint-Aubin
- Saint-Hilaire-sur-Helpe
- Sémeries
- Semousies
- Taisnières-en-Thiérache

## Història
| Date d'elecció                            | Identitat    | Partit | Qualitat                    |
| ----------------------------------------- | ------------ | ------ | --------------------------- |
|                                           | Alain Poyart | UPN    | alcalde d'Avesnes-sur-Helpe |
| Les dades anteriors no són pas conegudes. |              |        |                             |
|                                           |              |        |                             |

## Demografia
| 1962 | 1968  | 1975  | 1982  | 1990  | 1999  | 2006  |
| ---- | ----- | ----- | ----- | ----- | ----- | ----- |
| -    | 7.849 | 7.891 | 7.757 | 7.512 | 7.038 | 9.003 |